# Harald Roos

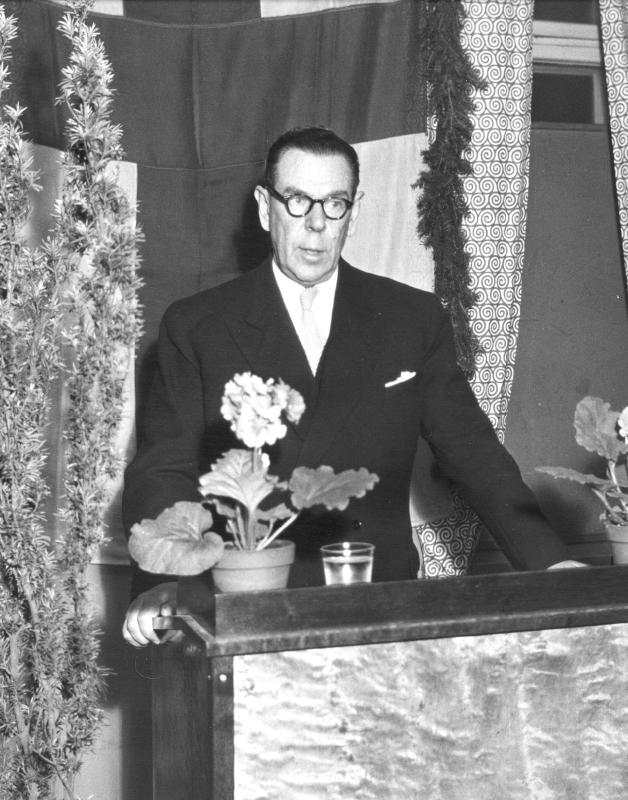
Chef Harald Roos talar 1952.

Harald Vilhelm Roos, född 8 juli 1895 i Åbo, död 6 maj 1969 i Helsingfors, var en finländsk militär och ämbetsman.
Roos deltog i finska inbördeskriget 1918 på Satakuntafronten som kanslist och stafettofficer vid general Ernst Linders stab. Han genomgick Kadettskolan 1920–1921 och Krigshögskolan 1925–1927 samt var lärare i taktik vid Kadettskolan 1927–1931. Åren 1931–1937 innehade han olika befattningar vid generalstaben och var lärare i underhålls- och generalstabstjänst vid Krigshögskolan, där han var biträdande chef 1937–1938 och chef för Reservofficersskolan 1937–1940. Han ansvarade för underhålls- och transportdetaljen vid generalstaben/högkvarteret under såväl vinter- som fortsättningskriget, blev generalmajor 1943 samt avgick på egen begäran och överfördes till reserven 1944. Han var generaldirektör för Järnvägsstyrelsen 1943–1956. Han var ordförande i direktionen för Ishockeyförbundet och var medlem i styrelsen för Finlands gymnastik- och idrottsförbund 1948–1957 (vice ordförande 1949–1953).